# Face to Face 1995
Face to Face 1995 war eine Konzerttournee der Sänger und Pianisten Billy Joel und Elton John. Die Tournee umfasste insgesamt 12 Konzerte in den Vereinigten Staaten und Kanada. Über eine halbe Million Zuschauer sorgten für mehr als 22 Millionen US-Dollar Umsatzerlöse. Es handelte sich um die zweite von acht gemeinsamen Tourneen, die der US-Amerikaner Joel mit dem Briten John absolvierte. 2012 kündigte Billy Joel an, nicht länger mit Elton John auftreten zu wollen, da es ihn in der Programmgestaltung seiner Konzerte einschränken würde.

## Setlist
Die Liederabfolge vom 22. März 1995 zeigt beispielhaft die Programmgestaltung der Konzerte.
1. Your Song – Elton John und Billy Joel
2. Honesty – Elton John und Billy Joel
3. Don’t Let the Sun Go Down on Me – Elton John und Billy Joel
4. Philadelphia Freedom – Elton John
5. Take Me to the Pilot – Elton John
6. Believe – Elton John
7. Levon – Elton John
8. Rocket Man (I Think It’s Going to Be a Long, Long Time) – Elton John
9. Simple Life – Elton John
10. The One – Elton John
11. New York State of Mind – Elton John
12. Funeral for a Friend/Love Lies Bleeding – Elton John
13. I Guess That’s Why They Call It the Blues – Elton John
14. Can You Feel the Love Tonight – Elton John
15. Saturday Night’s Alright for Fighting – Elton John
16. Pinball Wizard – Elton John
17. No Man’s Land – Billy Joel
18. I Go to Extremes – Billy Joel
19. The Ballad of Billy the Kid – Billy Joel
20. Goodbye Yellow Brick Road – Billy Joel
21. Scenes from an Italian Restaurant – Billy Joel
22. My Life – Billy Joel
23. Lullabye (Goodnight, My Angel) – Billy Joel
24. The River of Dreams – Billy Joel
25. We Didn’t Start the Fire – Billy Joel
26. It’s Still Rock and Roll to Me – Billy Joel
27. Only the Good Die Young – Billy Joel
28. The Bitch Is Back – Elton John und Billy Joel
29. You May Be Right – Elton John und Billy Joel
30. Bennie and the Jets – Elton John und Billy Joel
31. A Hard Day’s Night – Elton John und Billy Joel
32. Lucille – Elton John und Billy Joel
33. Great Balls of Fire – Elton John und Billy Joel
34. Candle in the Wind – Elton John und Billy Joel
35. Piano Man – Elton John und Billy Joel

## Konzerttermine
| Nr.             | Datum           | Land               | Stadt           | Veranstaltungsort      | Besucher                  | Einnahmen    | Beleg        |
| Nordamerika     | Nordamerika     | Nordamerika        | Nordamerika     | Nordamerika            | Nordamerika               | Nordamerika  | Nordamerika  |
| --------------- | --------------- | ------------------ | --------------- | ---------------------- | ------------------------- | ------------ | ------------ |
| 1               | 22. März 1995   | Vereinigte Staaten | San Diego       | Jack Murphy Stadium    | 52.665 / 52.665           | $ 2.350.025  | [ 4 ]        |
| 2               | 24. März 1995   | Vereinigte Staaten | Paradise        | MGM Grand Garden Arena | 26.613 / 26.613           | $ 2.763.825  | [ 4 ]        |
| 3               | 25. März 1995   | Vereinigte Staaten | Paradise        | MGM Grand Garden Arena | 26.613 / 26.613           | $ 2.763.825  | [ 4 ]        |
| 4               | 29. März 1995   | Kanada             | Toronto         | SkyDome                | 53.095 / 53.095           | $ 1.955.286  | [ 4 ]        |
| 5               | 31. März 1995   | Vereinigte Staaten | Indianapolis    | RCA Dome               | 41.452 / 41.452           | $ 1.987.750  | [ 4 ]        |
| 6               | 2. April 1995   | Vereinigte Staaten | Irving          | Texas Stadium          | 43.541 / 43.541           | $ 1.941.575  | [ 5 ]        |
| 7               | 5. April 1995   | Vereinigte Staaten | Houston         | Rice Stadium           | 45.960 / 45.960           | $ 1.559.875  | [ 6 ]        |
| 8               | 7. April 1995   | Vereinigte Staaten | Little Rock     | War Memorial Stadium   | 41.274 / 41.274           | $ 1.616.025  | [ 6 ]        |
| 9               | 9. April 1995   | Vereinigte Staaten | Clemson         | Memorial Stadium       | 59.579 / 59.579           | $ 1.962.631  | [ 7 ]        |
| 10              | 11. April 1995  | Vereinigte Staaten | Tampa           | Tampa Stadium          | 51.736 / 51.736           | $ 1.526.850  | [ 6 ]        |
| 11              | 13. April 1995  | Vereinigte Staaten | Miami Gardens   | Joe Robbie Stadium     | 103.694 / 103.694         | $ 4.385.725  | [ 6 ]        |
| 12              | 14. April 1995  | Vereinigte Staaten | Miami Gardens   | Joe Robbie Stadium     | 103.694 / 103.694         | $ 4.385.725  | [ 6 ]        |
| Zusammenfassung | Zusammenfassung | Zusammenfassung    | Zusammenfassung | Zusammenfassung        | 520.239 / 520.239 (100 %) | $ 22.049.567 | $ 22.049.567 |